# Bray-lès-Mareuil
Bray-lès-Mareuil (picardisch: Bra-lès-Mareu) ist eine nordfranzösische Gemeinde mit 250 Einwohnern (Stand 1. Januar 2022) im Département Somme in der Region Hauts-de-France. Die Gemeinde liegt im Arrondissement Abbeville und ist Teil der Communauté d’agglomération de la Baie de Somme und des Kantons Abbeville-2.

## Geographie
Die Gemeinde liegt südöstlich von Abbeville am linken Ufer der Somme, deren Tal mit Teichen durchsetzt ist. Im Norden wird die Gemeinde vom Bach Rivière de Bellifontaine begrenzt.

## Einwohner
| 1962 | 1968 | 1975 | 1982 | 1990 | 1999 | 2006 | 2011 |
| ---- | ---- | ---- | ---- | ---- | ---- | ---- | ---- |
| 208  | 273  | 261  | 234  | 230  | 221  | 232  | 253  |

## Sehenswürdigkeiten

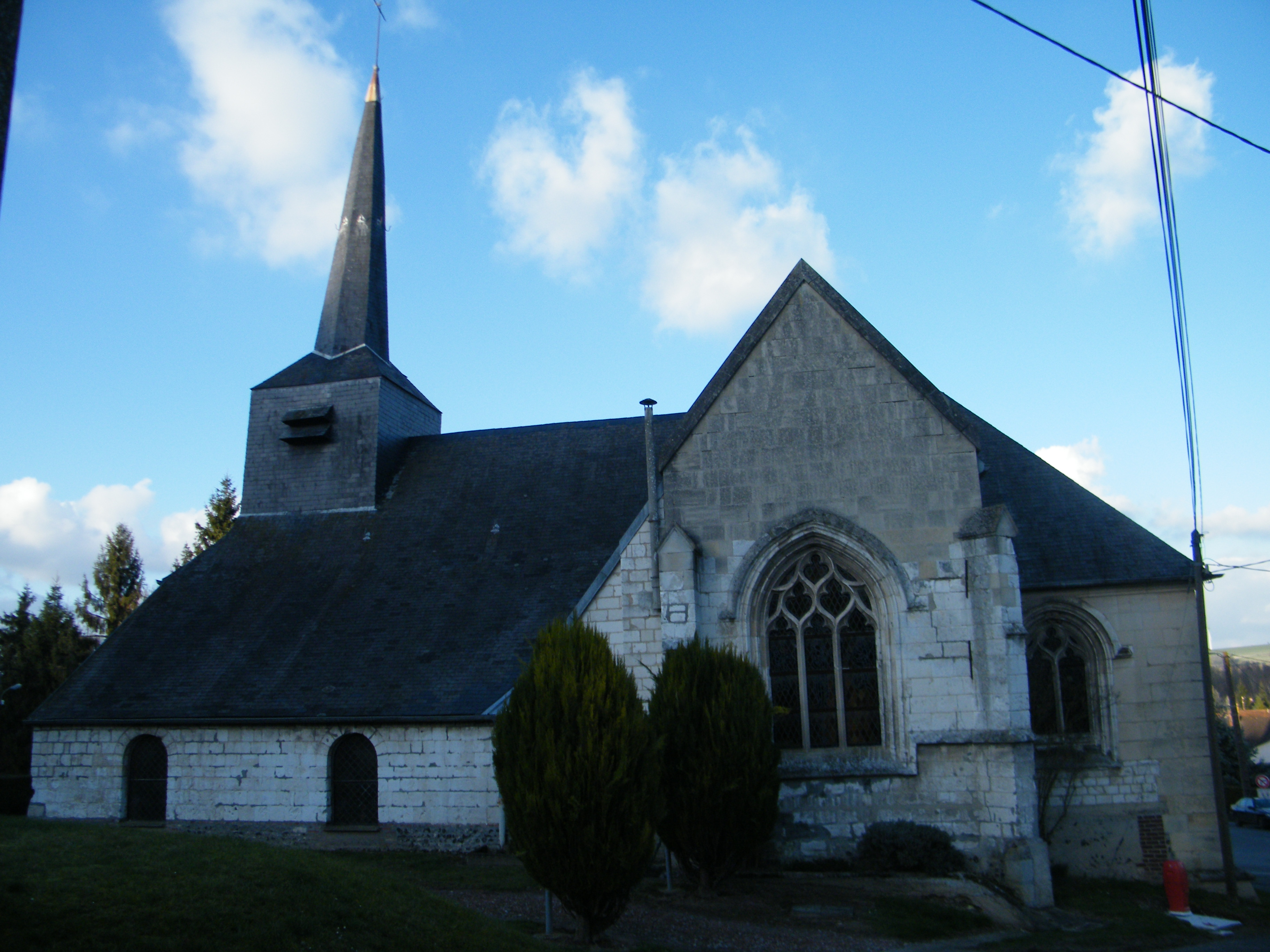
Kirche Mariä-Geburt

Mariä-Geburt-Kirche 